# Bergsturz von Goldau

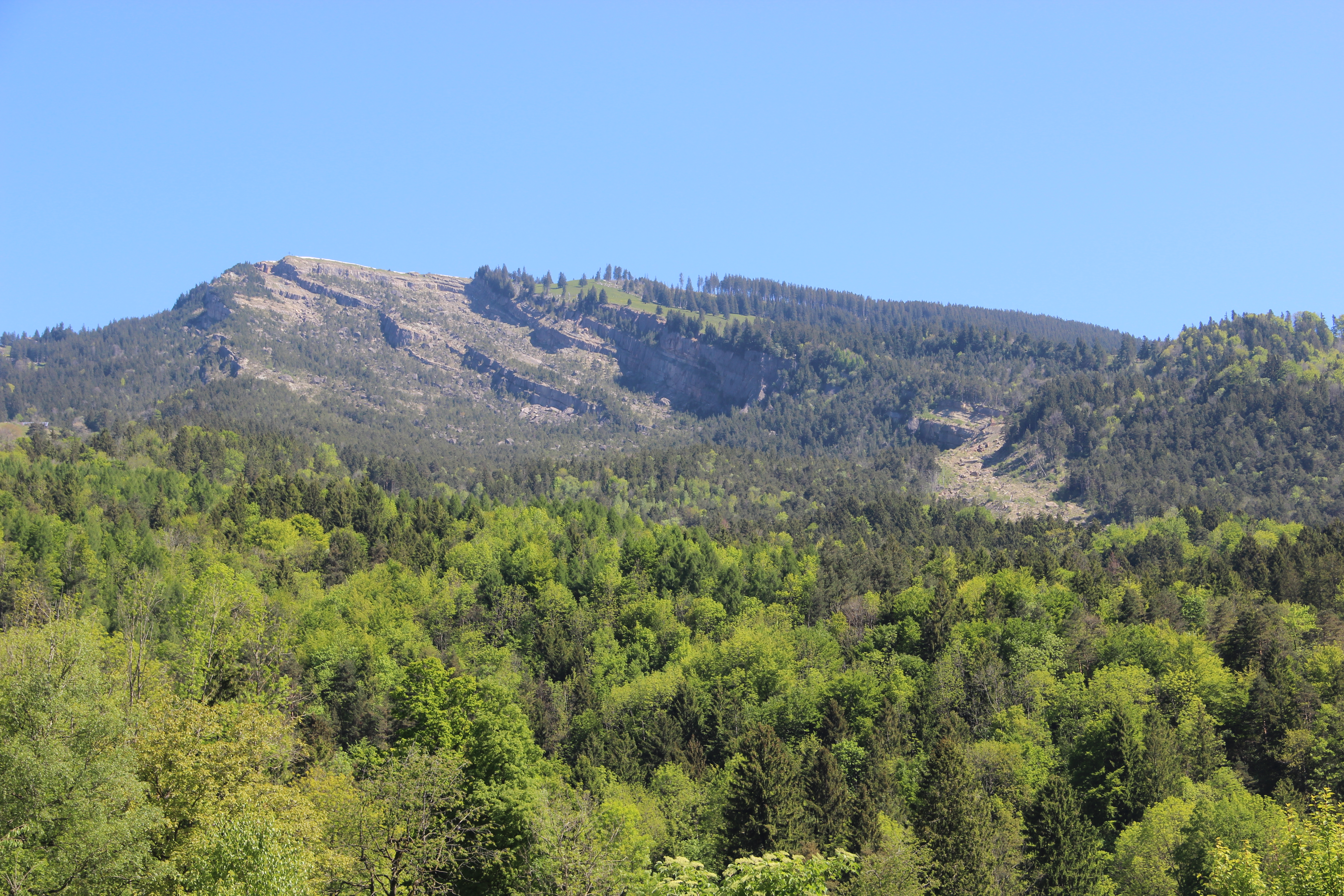
Abbruchstelle am Rossberg, 2014

Der Bergsturz von Goldau am 2. September 1806 war eine Naturkatastrophe, die die Ortschaft Lauerz und den heute zur Gemeinde Arth gehörenden Ort Goldau, beide im Schweizer Kanton Schwyz, betraf.

## Entstehung
Neben dem Aufbau der Gesteine, dem Abbau der stützenden Gesteinsschichten durch Gletscher und der Aufweichung der tragenden Mergelschichten durch eindringendes Wasser führte eine regenreiche Periode zur Entstehung des Bergsturzes.
Im Alpenvorland wurden vor rund 25 Millionen Jahren Sedimentschichten abgelagert, die sich in der folgenden Zeit zu harten Gesteinen verfestigten. In der letzten Phase der Alpenfaltung wurden diese Gesteine Teil der Gebirgsbildung. Dabei wurden die Felslagen schräg gestellt und zu Molassebergzügen wie beim Rigi und Rossberg emporgehoben.
Während den Eiszeiten hatte ein Seitenarm des Reussgletschers das Tal ausgeweitet und die unteren Teile der schräg gestellten Gesteinsschichten abgetragen. Dabei verloren die höher gelegenen Schichten das Widerlager ihrer stützenden Füsse, womit sie nur noch durch Reibungskräfte am Hang gehalten wurden.
Mit der Zeit bildeten sich in den Gesteinen Klüfte, durch die das Wasser in die darunter liegende Mergelschicht eindringen konnte, die so immer mehr aufgeweicht wurde. Die immer weicher werdende Mergelschicht wurde zur Rutschbahn für die darüber liegenden Gesteinsschichten und es brauchte nur noch eine regenreiche Periode, um den Bergsturz auszulösen.

## Warnhinweise

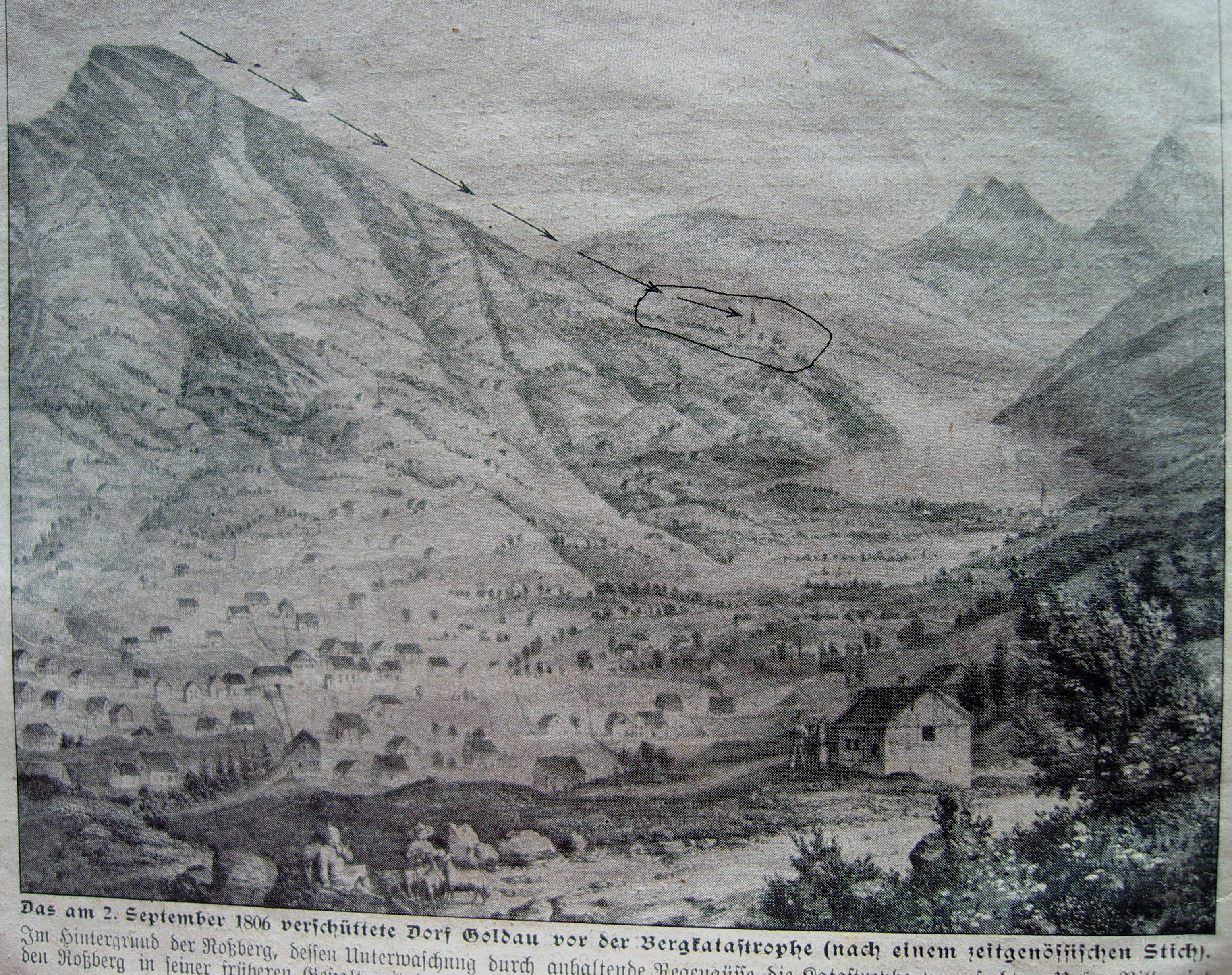
Goldau vor der Katastrophe, 1806

Goldau vom Lauerzersee aus, nach dem Bergsturz

Der Bergsturz hatte sich bereits etwa 30 Jahre vorher durch charakteristische Anzeichen wie zunehmende Rissbildung am Berg, Steinrollen, knallendes Reissen gesprengter Wurzeln, Bildung wassergefüllter offener Spalten und donnernde Geräusche angekündigt. Obwohl jeder damit rechnete, dass der Rossberg eines Tages abstürzen würde, zogen nur fünf Menschen die Konsequenzen und verliessen das Gefahrengebiet. Nach den besonders niederschlagsreichen Jahren 1799, 1804 und 1805 und einem feuchten Frühjahr und August des Jahres 1806 ereignete sich am 2. September die Katastrophe.

## Verlauf

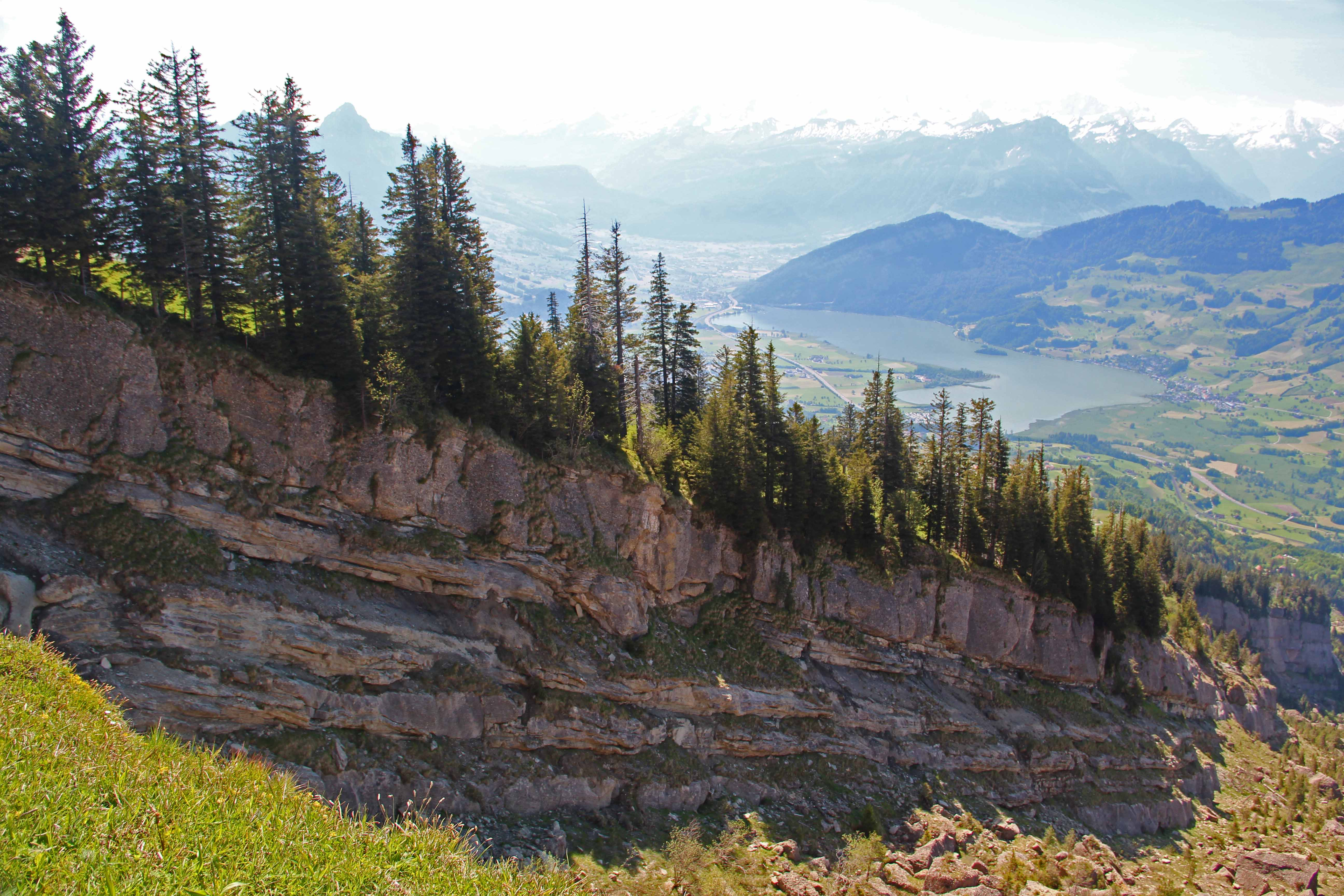
Die Gesteinsschichtung an der Abbruchkante

Es war nach dem Basler Erdbeben die bisher grösste Naturkatastrophe der Schweiz in historischer Zeit. An der Südflanke des Rossberges im Kanton Schwyz setzten sich um 17 Uhr beinahe 40 Millionen m3 Nagelfluhgestein von der Gnipenspitze auf einer circa 20° talwärts geneigten Gleitbahn über stark durchfeuchteten tonigen Zwischenschichten in Bewegung und stürzten innert drei Minuten ungefähr 1000 Meter ins Tal hinab. Der Rutsch der 0,5 km2 grossen Abbruchfläche breitete sich unten fächerförmig aus, brandete an der gegenüberliegenden Rigikette 100 Meter empor, überschüttete insgesamt eine Fläche von rund 6,5 km2 und zerstörte die Dörfer Goldau, Röthen sowie Teile von Buosingen und Lauerz. 457 Menschen kamen ums Leben, 323 Stück Vieh wurden getötet, 111 Wohnhäuser, 220 Ställe und Scheunen sowie zwei Kirchen und zwei Kapellen wurden zerstört. 206 Menschen waren geflüchtet oder abwesend. Die Dörfer Goldau und Röthen waren verschwunden und der Lauerzersee wurde um ein Siebtel seiner Fläche verkleinert. Augenzeugen berichteten, der Bergsturz habe eine 20 Meter hohe Flutwelle ausgelöst.

## Folgen

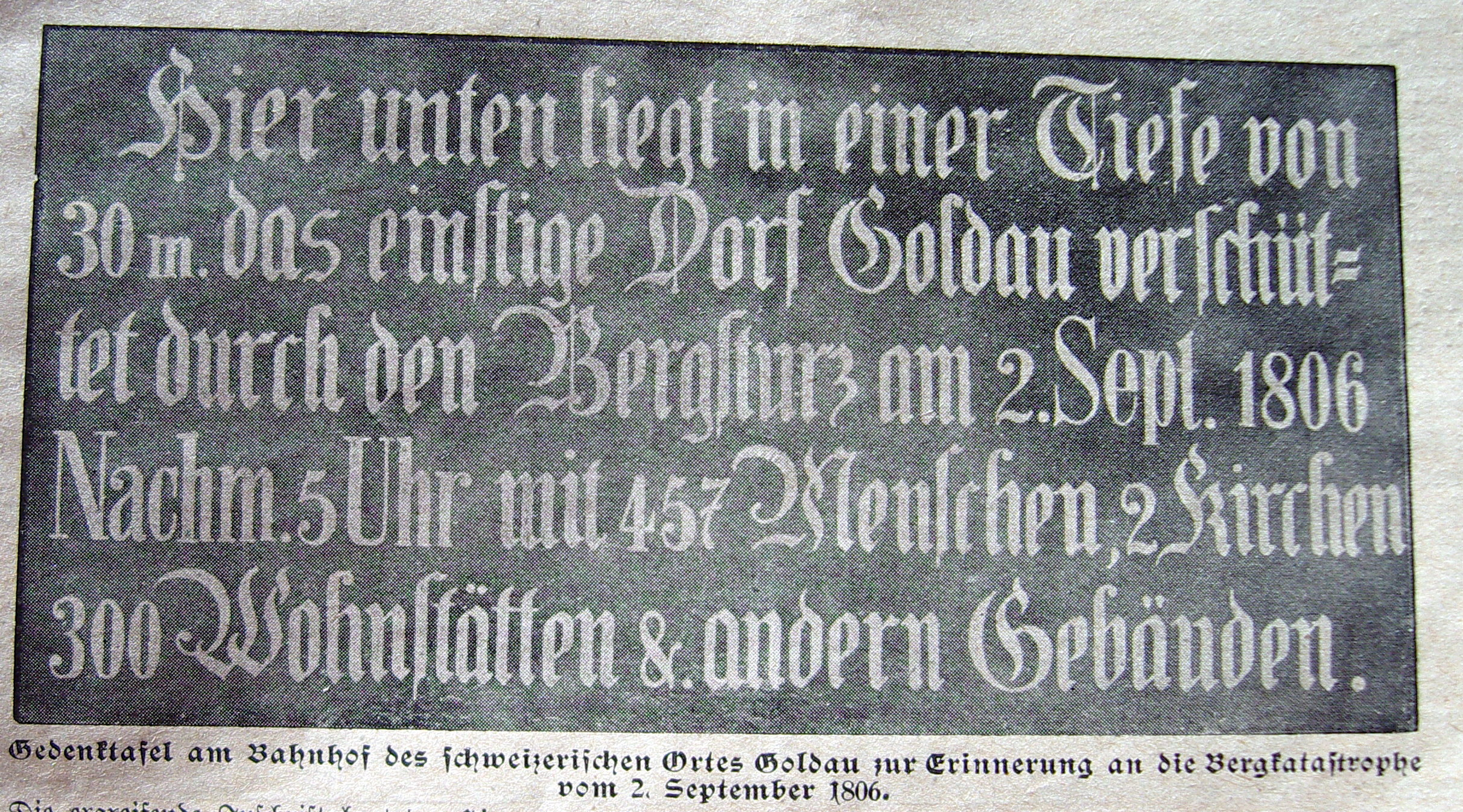
Gedenktafel am Bahnhof Goldau, 1914

Der Bergsturz wurde zur Geburtsstunde der ersten schweizerischen Spendensammlung und als Chance genutzt, die nationale Solidarität zu stärken. Für viele Menschen war der Bergsturz eine Demonstration göttlicher Macht. Er war aber auch der erste, der wissenschaftlich untersucht und erklärt wurde: Nagelfluhbänke rutschten auf dem darunterliegenden verwitterten und aufgeweichten Mergel, der durch heftige Regenfälle zur Rutschbahn wurde.
Die Ortschaft Goldau wurde auf dem Schuttkegel wieder aufgebaut und wuchs zum Verkehrsknoten. Der Natur- und Tierpark Goldau, inmitten von gewaltigen Felsblöcken im Bergsturzgebiet, ist ein beliebtes Ausflugsziel. Im Bergsturzgebiet führt ein Wanderweg durch Pioniervegetation auf den Rossberg (Gnipen). Auf einer Lichtung im Bergsturzgebiet ist ein Pflanzenschutzgebiet, betreut von Mitgliedern der Stiftung Pro Rossberg, markiert. Hervorzuheben ist ausserdem das Vorkommen zahlreicher Orchideenarten, insbesondere des Gelben Frauenschuhs.

## Erste Zeitungsmeldungen

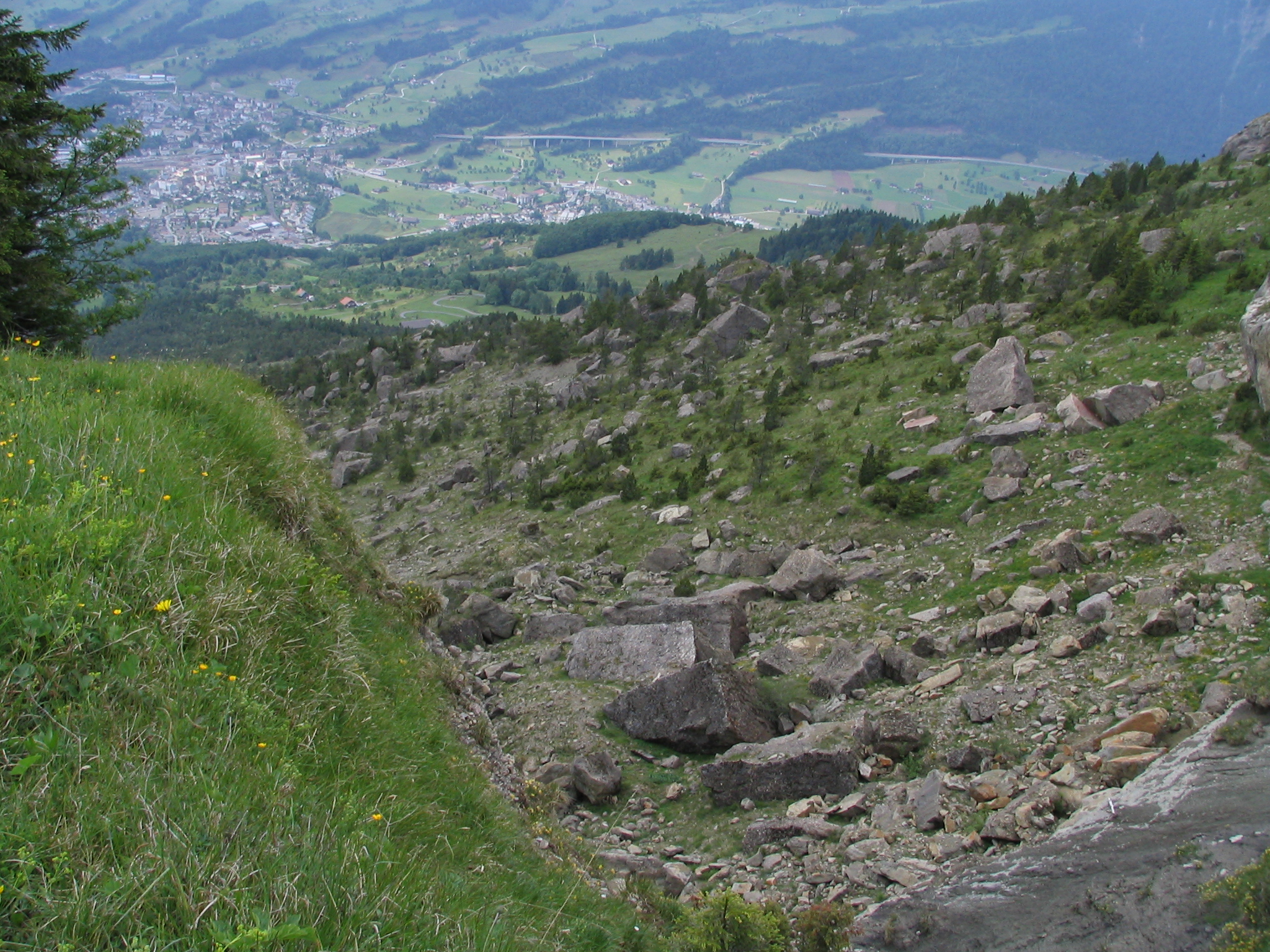
Abbruchstelle von oben gesehen

Die Neue Zürcher Zeitung berichtete am 9. September 1806:

«Schwyz, 5. September 1806. Der 2. September war für den Bezirk Schwyz ein trauriger, jammervoller Tag. Nach einem vierundzwanzigstündigen ausserordentlich heftigen Platzregen borst um 5 Uhr Abends an dem Berge Spitzebüol, ob dem Dorfe Röthen, dessen oberste Felsenspitze. Zugleich trennte sich, durch unterirrdisches Wasser von dem Kern des Berges gelöset, eine ungeheure bey 300. Ellen tiefe Erdmasse in einer Breite von 100 Fuss vom Gebürg. Diese fürchterliche Errdlauwe, riss Wohnungen, Menschen und Vieh mit sich, über den Rücken des Bergs, und stürzte mit unbeschreiblicher Gewalt in das unten gelegene Thal. Viele Centnerschwere Steine vor sich her durch die Luft auf eine unglaubliche Weite schleudernd, trieb der viele Ellen hohe Erdstrom mit Blitzesschnelle über die eine Stund breite, fruchtbare und mit Wohnungen übersäete Ebene an den gegenüber liegenden Rigi-Berg, drückte den Schutt mehrere 1000 Fuss hoch den Berg hinauf, zersprengte da die dickesten Bäume in Splitter, weit herum alles verheerend und überschüttend. Ein kleiner Theil der schrecklichen Masse hatte schon beym Anbruche eine von der Hauptmasse verschiedene Richtung genommen; diese drehte sich links, wälzte sich aufwärts gegen den Lauwerzer-See, trieb ihn aus seinem Bethe, und nöthigte die Fluth 150 Schuh hoch über das Tal und den See zu springen. Die Gewalt des Wassers riss alle Gebäude rings um den See mit sich fort, zerstörte die Landstrasse, und bedeckte den See mit Trümmern und Ruinen. Es verschüttete dieses grässliche Ereignis in 5 Minuten eine der nutzbarsten und schönsten Gegenden des Bezirks von Lowerz bis Ober-Art, eine Stunde breit und eine Stunde lang. Die herrlichsten Wiesengüter, vier beträchtliche Ortschaften, Lowerz, Busingen, Goldau und Röthen, unzählige zerstreute Wohnungen und Höfe, über 1000 Menschen, und eine unsägliche Menge Vieh liegen unter vielen Ellen hohem Schutte begraben. Man kennt den Platz nicht mehr, wo dieser oder jener Ort gestanden, und quer durch die Mitte des verwüsteten Stück Landes steht ein ganz neuer Berg von beträchtlicher Höhe da.
Unbekannt ist noch die Zahl der Reisenden, welche gerade in dieser unseligen Stunde auf der stark besuchten Landstrasse wanderten, und das grauenvolle Schicksal der Einwohner theilten. So vereinen sich in einem Zeitraum von acht Jahren alle möglichen Drangsale über die armen Schwyzer; und in einem ihrer Thäler musste sich, nach 200 Jahren, die trauervolle Scene des Flecken Plurs erneuern, welches am 4. September 1618, auf ähnliche Weise seinen Untergang fand.»

## Medienecho
Der Bergsturz von Goldau hatte in der aufstrebenden europäischen Presselandschaft zu Beginn des 19. Jahrhunderts ein grosses Echo, was durch die neuen Reproduktionsmöglichkeiten des Holzstichs befördert wurde. Er stiess dank dem Image der Schweiz als Naturwelt auf grosses Interesse. Als Diorama von Louis Daguerre war eine multimediale Aufbereitung des Bergsturzes in vielen europäischen Städten zu sehen: Auf zwei bemalten Seiten eines Bühnenprospekts wurde die Berglandschaft vor und nach der Katastrophe dargestellt. Die «liebliche Schweizerlandschaft» konnte damit durch wechselnde Beleuchtung in «Verwüstungen» übergehen. Die Beherrschbarkeit von Natur durch Technik begann damals zur realistischen Hoffnung zu werden. Die medientechnische Wiederholbarkeit der Katastrophe fasziniert bis heute.

## Kulturelle Adaption

### Belletristik
- Werner Adams: Der Milchprinz – Die tragische Reise einer Gruppe Berner Aristokraten in den Goldauer Bergsturz. Eigenverlag, Schwyz 2020, ISBN 978-3-9524378-8-9.
- Ernst Eschmann: Der Berg kommt! Eine Geschichte vom Goldauer Bergsturz. F. Reinhardt, Basel 1928, DNB 574711058.
- Martin Ulrich: Der Goldauer Bergsturz. Gotthard Media, Lauerz 2020, ISBN 978-3-03806-051-2.

### Kompositionen
Bereits im Dezember 1806 erschien eine Kantate, die den Bergsturz zum Gegenstand hatte. Die Musik komponierte vermutlich «Rector W. aus dem St. B.» zu einem Libretto von A. Hofmann. Insgesamt listet Esther Rickenbach neun Titel auf:
- A. von Hofmann (Stift St. Blasien): Kantate. 1806.
- Joseph Weigl: Der Bergsturz: Oper in drei Akten. 1813.[10]

- Hedwigis Mettler (Institut Menzingen): Der Bergsturz von Goldau: Oratorium. 1928.[11]
- Paul Hindermann: Lied für Männerchor. op. 4. Verlag Rob. Forberg, Leipzig, 1899.
- Werner Peter: Die Bergsturzmesse. 1953.
- Mani Planzer: Bergsturzlied. nach 1970.
- Peter Lüssi: Bergsturzmusik zur Gedenkfeier am 2. September 2006.
- Peter Lüssi, Ruedi Schorno: Bergsturz-Musical für Kinderchor und Band. 2006.
- David Haladjian: Der Bergsturz zu Goldau: für gemischten Chor a capella. 2004.